# Lee Tanner
Lee E. Tanner (* 28. Mai 1931 in New York City; † 7. September 2013 in Sonora (Kalifornien)) war ein US-amerikanischer Fotograf.

## Leben und Wirken
Lee Tanner, der in Boston aufwuchs, wurde bereits mit acht Jahren ein Jazzfan und begann als Jugendlicher zu fotografieren. Mit 14 Jahren bekam er seine erste Kamera. Während des Colleges betreute er eine Campus-Radioshow und arbeitete an den Wochenenden im Plattenladen von Sam Goody in Manhattan als Spezialist der Jazzabteilung. Nach der Graduierung wurde er zum Militärdienst in der U.S. Army eingezogen. Nach seiner Entlassung 1955 studierte er an der University of Pennsylvania, wo er 1958 den Master in Metallurgie und Materialkunde erwarb. In dieser Zeit begann er in Philadelphia in lokalen Nachtclubs zu fotografieren. Zu seinen Vorbildern zählten die Fotografien von William P. Gottlieb, Herman Leonard und Gjon Mili.
Anschließend hielt sich Tanner eine Zeitlang in Chicago auf, bevor er wieder in Boston lebte. Dort fotografierte er in Clubs und auf Konzerten, außerdem im Jazz-Programm des TV-Senders WGBH. Ende der 1960er-Jahre produzierte er ein eigenes wöchentliches Livemusik-Programm bei der TV-Station PBS namens Mixed Bag, in dem Jazz, Jazz-Rock, Blues und Folk gespielt wurde. Tanner zog dann nach New Jersey, wo er bis 1980 lebte. Er hatte Ausstellungen mit seinen Jazzfotografie in Galerien und Jazzclubs im ganzen Land, darunter in der Jazz Gallery in New York City und im Yoshi’s in der San Francisco Bay Area, außerdem auf Jazzfestivals in Newport, San Francisco und Monterey. Er organisierte auch die Gruppenausstellung The Jazz Image.
1958 veröffentlichte mit dem Down Beat erstmals eine Jazz-Zeitschrift Tanners Arbeiten; es folgten außerdem eine Reihe von Fotobüchern unter eigenem Namen sowie Beiträge für Albencover, außerdem die Anthologie The Jazz Image: Masters of Jazz Photography mit Beiträgen von Gjon Mili, Bill Gottlieb, Ole Brask, Herman Leonard und Guy Le Querrec. Tanners Fotografien erschienen u. a. ab 1962 auf den Covern von Jazzalben wie Out of the Afternoon von Roy Haynes, The Complete Live at the Plugged Nickel 1965 von Miles Davis, The John Coltrane Quartet Plays und The Electrifying Eddie Harris, ferner auf LPs und CDs von Jazzmusikern wie Cannonball Adderley, Ray Charles, Eric Dolphy, Coleman Hawkins, Freddie Hubbard, Keith Jarrett, Charles Mingus, Thelonious Monk, Stan Getz, Zoot Sims und Joe Zawinul. 2006 wurde Tanner mit dem Excellence in Photography Award der Jazz Journalists Association geehrt; 2010 erhielt er den Lucie Award for Achievement in Documentary. Tanner, der in seinen letzten Jahren in Berkeley lebte, starb 2013 im Alter von 82 Jahren.

## Publikationen (Auswahl)
- Lee Tanner's Jazz Photographs/a Book of Postcards. Pomegranate Artbooks, San Francisco 1990, ISBN 1-56640-404-5.
- Dizzy: John Birks Gillespie in His 75th Year. With an Introduction by Jeff Kaliss and an Essay by Gene Lees. Pomegranate Artbooks, San Francisco 1992, ISBN 1-56640-396-0.
- Images of Jazz. Friedman Publishing Group, 1996, ISBN 1-56799-367-2.
- Images of the Blues. Friedman, New York 1998, ISBN 1-56799-693-0.
- The Jazz Image: Masters of Jazz Photography. Abrams, New York 2006, ISBN 0-8109-5749-3.